# 札邻不合
札邻·不合（?—?），又作札里·不花，蒙古帝国建立前蒙古草原塔塔儿贵族。
蒙古部的俺巴孩被塔塔儿人出卖给金国人害死。忽图剌当了合罕后，与合答安太师二人，上马出征塔塔儿部。他们曾与塔塔儿部人阔湍·巴剌合、札里·不花打过十三次仗，但是未能给俺巴孩·合罕报仇。1201年，塔塔儿部的阿勒赤·塔塔儿氏人札邻·不合与合答斤部的巴忽·搠罗吉等首领，撒勒只兀惕部的赤儿吉歹·把阿秃儿等首领，朵儿边部的合只温·别乞等首领，亦乞列思部的土格·马合等首领，翁吉剌惕部的迭儿格克·额蔑勒、阿勒灰等人，斡罗剌思部的绰纳黑·察合安等首领，从乃蛮来的古出兀惕·乃蛮部的不亦鲁黑汗，篾儿乞惕的脱黑脱阿·别乞的儿子忽都，斡亦剌惕部的忽都合·别乞，泰亦赤兀惕部的塔儿忽台·乞邻勒秃黑、豁敦·斡儿长、阿兀出·把阿秃儿等泰亦赤兀惕人，这十一个部族的人们参在阿勒灰泉会聚，拥立札只剌惕氏人札木合为古尔汗。

## 资料来源
1. ↑  余大钧译注《蒙古秘史》：札邻·不合，札奇斯钦释作“狡黠的牡牛”，村上正二释作“神告的牛”，即萨满（巫师）占卜时所用的神圣白色牛